# 菊地洋子
菊地 洋子（きくち ようこ）は、日本の女性アニメーター、キャラクターデザイナー。
同じくアニメーターの菅沼栄治と結婚し、一児の母でもある。主にビィートレインやスタジオ・ファンタジアが制作するテレビアニメ作品への参加が多い。同じくアニメーターの藤田まり子とは専門学校の同級生で、親友である。

## 主な参加作品

### テレビアニメ
1991年
- 美味しんぼ（動画チェック）

1992年
- クレヨンしんちゃん（動画チェック）
- 幽☆遊☆白書（1992年 - 1995年、原画・OP原画）

1993年
- 無責任艦長タイラー（原画）

1994年
- BLUE SEED（1994年 - 1995年、原画）

1996年
- 名探偵コナン（原画）

1997年
- EAT-MAN（原画）

1998年
- サイレントメビウス（原画）
- アンドロイド・アナ MAICO 2010（OP作画）
- ポポロクロイス物語（1998年 - 1999年、作画監督・原画）
- カードキャプターさくら（1998年 - 1999年、原画）

1999年
- アークザラッド（キャラクターデザイン・作画監督・原画・OPED作画監督）
- カードキャプターさくら（第2期、1999年 - 2000年、原画）
- THE ビッグオー（原画）

2000年
- 風まかせ月影蘭（作画監督）

2001年
- ノワール（キャラクターデザイン・OPED作画監督）
- ナジカ電撃作戦（原画）
- 砂漠の海賊!キャプテンクッパ（原画）

2002年
- .hack//SIGN（OPED作画）
- ちょびっツ（原画）
- 円盤皇女ワるきゅーレ（原画）

2003年
- AVENGER（OPED原画）
- 君が望む永遠（キャラクターデザイン・総作画監督・OPED作画監督・原画）
- .hack//黄昏の腕輪伝説（キャラクターデザイン）

2004年
- BLEACH （2004年 - 2012年、第8期EDアニメーション・原画）
- ローゼンメイデン（原画）
- Get Ride! アムドライバー （後期OPED原画）

2005年
- ローゼンメイデン トロイメント（2005年 - 2006年、原画）
- ツバサ・クロニクル（原画）

2006年
- ツバサ・クロニクル（第2期、原画）
- びんちょうタン（原画）
- シムーン（作画監督・原画）
- 奏光のストレイン（OP原画）
- シュヴァリエ 〜Le Chevalier D'Eon〜（原画）
- 地獄少女 二籠（2006年 - 2007年、作画監督）

2007年
- エル・カザド（キャラクターデザイン・作画監督・OPED作画監督）
- CODE-E（プロップデザイン）

2008年
- Mission-E（プロップデザイン）
- 純情ロマンチカ（キャラクターデザイン・総作画監督・作画監督・OPED作画監督）
- 純情ロマンチカ2（キャラクターデザイン・総作画監督・OPED作画監督・#11エンドカードイラスト）

2009年
- Phantom 〜Requiem for the Phantom〜（キャラクターデザイン）
- うみねこのなく頃に（キャラクターデザイン・総作画監督・作画監督・OPED作画監督・原画）

2010年
- 薄桜鬼（作画監督・原画）
- 迷い猫オーバーラン!（作画監督・原画）※DVD特典「迷い猫ネコネコ動画」
- 俺の妹がこんなに可愛いわけがない（アイキャッチパッケージデザイン・劇中イラスト協力）

2011年
- 世界一初恋（キャラクターデザイン・総作画監督・OPED作画監督）
- 世界一初恋2（キャラクターデザイン・総作画監督・作画監督・OPED作画監督・ED原画）

2012年
- 黒子のバスケ（キャラクターデザイン・総作画監督・作画監督・OP作画監督・OP2ED2作画監督）

2013年
- 黒子のバスケ（第2期、2013年 - 2014年、キャラクターデザイン・総作画監督・作画監督・作画監督補佐・ED作画監督・OP2ED2作画監督）

2014年
- Persona4 the Golden ANIMATION（OP原画）

2015年
- 純情ロマンチカ3（キャラクターデザイン・総作画監督・OPED作画監督）

2016年
- 美少女戦士セーラームーンCrystal デス・バスターズ編（原画）

2018年
- 刻刻（作画監督）
- 銀河英雄伝説 Die Neue These 邂逅（キャラクターデザイン・総作画監督）

2021年
- 魔術士オーフェンはぐれ旅 キムラック編（キャラクターデザイン・OP原画）

2023年
- 魔術士オーフェンはぐれ旅 アーバンラマ編（キャラクターデザイン・総作画監督・OP総作画監督）
- 魔術士オーフェンはぐれ旅 聖域編（キャラクターデザイン・総作画監督・OPED作画監督・OP原画）

2024年
- 異修羅（キャラクターデザイン・OP作画監督）
- 黄昏アウトフォーカス（キャラクターデザイン・総作画監督）
- 【推しの子】（作画監督）
- 来世は他人がいい（OP原画）

2025年
- 異修羅（第2期、キャラクターデザイン・OP作画監督）
- 機械じかけのマリー（キャラクターデザイン）

### 劇場アニメ
1998年
- 名探偵コナン 14番目の標的（原画）

2000年
- ああっ女神さまっ（原画）

2001年
- 頭文字D Third Stage（原画）

2005年
- 劇場版ツバサ・クロニクル 鳥カゴの国の姫君（キャラクターデザイン・作画監督）

2009年
- 劇場版 ヤッターマン 新ヤッターメカ大集合! オモチャの国で大決戦だコロン!（原画）

2010年
- 劇場版 Fate/stay night UNLIMITED BLADE WORKS（原画）
- 劇場版“文学少女”（原画）

2011年
- 劇場版 戦国BASARA -The Last Party-（原画）

2014年
- 劇場版 世界一初恋 〜横澤隆史の場合〜 ※安田京弘と共同

2019年
- 銀河英雄伝説 Die Neue These 星乱（キャラクターデザイン・総作画監督）

2022年
- 銀河英雄伝説 Die Neue These 激突（キャラクターデザイン・総作画監督）
- 銀河英雄伝説 Die Neue These 策謀（キャラクターデザイン・総作画監督）

2025年
- ベルサイユのばら（作画監督）

### OVA
1989年
- 銀河英雄伝説（動画）

1992年
- ジャイアントロボ THE ANIMATION -地球が静止する日（-1998年、原画）

1991年
- ユミちゃんあぶないよ！（キャラクターデザイン・作画監督・原画）
- 永遠のフィレーナ（原画）
- 甲竜伝説ヴィルガスト（原画）

1993年
- 万能文化猫娘（原画）
- ブラック・ジャック（原画）

1995年
- SMガールズ セイバーマリオネットR（原画）
- 卒業 〜Graduation〜（作画監督補・原画）

1996年
- 小鉄の大冒険（キャラクターデザイン・作画監督）
- Ninja者（原画）

1997年
- レイアース（原画）
- ジャングルDEいこう!（原画）
- AIKa（-1999年、キャラクターデザイン協力・原画・作画監督）

2000年
- 炎のらびりんす（キャラクターデザイン協力）

2003年
- .hack//Integration（キャラクターデザイン）

2005年
- 最終兵器彼女 Another love song（原画）
- きらめき☆プロジェクト（-2006年、キャラクターデザイン・総作画監督）

2006年
- .hack//GIFT（ED作画）

2007年
- ツバサ TOKYO REVELATIONS（キャラクターデザイン・作画監督・ED作画監督）

2010年
- “文学少女”メモワール（OP&ED作画監督・原画）

2011年
- 世界一初恋 〜小野寺律の場合〜（キャラクターデザイン・作画監督）

### Webアニメ
- 君に届け 3RD SEASON（2024年、作画監督）

### ゲーム
- スーパーリアル麻雀PVI（原画）
- Assassin Lesson 〜追憶の妖淫少女〜（キャラクターデザイン・原画） ※18禁
- 卒業III 〜Wedding Bell〜（キャラクターデザイン・原画）